# Cristina Saavedra
Pour les articles homonymes, voir Saavedra.
Cristina Saavedra Pita, née 13 novembre 1975 à La Corogne en Espagne, est une journaliste espagnole.

## Biographie
Cristina Saavedra est diplômée en journalisme de l'université de Saint-Jacques-de-Compostelle. Elle débute comme reporter à la Televisión de Galicia, où elle travaille ensuite comme présentatrice de journal pendant quatre ans.
Elle rejoint la chaîne de télévision Mega, devenant une figure populaire du programme Ahora noticias, qui au départ est diffusé quotidiennement du lundi au vendredi et présenté conjointement avec le journaliste galicien Liborio García, il vient d’Europe de l’Est. Elle prend finalement la charge du programme seule ; sa périodicité devient hebdomadaire (tous les samedis). Ahora noticias est retransmis sur Antena 3 pendant presque six ans, de 2000 jusqu'à l'été de 2006,, diffusant plus de cinq cents programmes.
Peu après la fin d'Ahora noticias, Saavedra rejoint La Sexta, où elle revient à l'actualité. De septembre 2006 jusqu'à fin 2012, elle est présentatrice remplaçante du journal de la nuit des dimanches, La Sexta Noticias, le plus vu de la chaîne, avec une audience qui tourne autour des 11 %. Elle présente actuellement La Sexta Noticias 2ª Edición (20h).
Elle est aussi responsable du projet de l'ONG Global Humanitaria en Côte d'Ivoire.

## Filmographie
La présentatrice participe en 2017, de manière récurrente, à la série La casa de papel sur Antena 3, dans son rôle de présentatrice de La Sexta Noticias, apparaissant dans 8 épisodes,.
En 2019, elle apparaît à nouveau comme présentatrice de La Sexta Noticias dans La casa de papel, cette fois sur Netflix.

## Distinction
En 2016, elle reçoit le prix Antena de Oro, décerné chaque année par la Fédération des organismes de radio et de télévision des autonomies, pour son travail en tant que présentatrice de Noticias 20 Horas, sur La Sexta,,.